# Szerwoni Mabatszojew
Szerwoni Uwajdojewicz Mabatszojew (tadż. Шервонӣ Увайдоевич Мабатшоев; ur. 4 grudnia 2000 w Duszanbe) – tadżycki piłkarz grający na pozycji napastnika w klubie Istiklol Duszanbe oraz reprezentacji Tadżykistanu.
Mabatszojew w swojej karierze grał wcześniej w drużynach: Barkchi i CSKA Pomir Duszanbe. W 2021 trafił do Istilkolu. Z klubem wygrał Kahramonhoi Todżikiston oraz Superpuchar Tadżykistanu. W kadrze Tadżykistanu zadebiutował 13 grudnia 2018 w starciu z Omanem. Pierwszą bramkę w reprezentacji zdobył 8 czerwca 2022 przeciwko Mjanmie. 